# 개포주공아파트
개포주공아파트는 대한민국 서울특별시 강남구 개포동에 위치하며 총 1단지에서 9단지까지 구성되어 있다. 1~4단지는 각각 개포 디에이치 퍼스티어 아이파크, 래미안 블레스티지, 디에이치 아너힐즈와 개포자이 프레지던스로 재건축되었으며, 조만간 5~7단지도 재건축에 들어갈 예정이다.

## 개요
개포주공아파트는 1981년 현대건설이 지은 주공아파트이다. 또한 전두환 정권이 도입하였던 택지개발촉진법의 첫 사례이기도 하다. 1980년대 당시 강남개발로 인해 사람들이 강남에 몰리자 정부는 주택난을 해소하기 위하여 주공아파트를 여러 곳에 짓기로 결심한다. 이곳 중 잘 알려진 곳이 개포주공아파트와 개포시영아파트이다. 개포주공아파트는 1단지에서 9단지까지 지어졌으며 현재 재개발에 들어갈 예정이다. 서울시는 이전부터 재개발계획이 있었으나 여러 문제로 인해 미루어지다 최근 들어서 조합이 설립되는 등 재개발시행에 본격적으로 들어갔다. 하지만 서울시의 층수제한에 많은 논란이 일면서 갈등이 있었으나 현재는 용적률 300%로 동의가 된 상태로 이제 최종허가와 보상만 하면 되는 실정이다.

## 같이 보기
- 대한민국 아파트의 역사